# Simon Maurberger
Simon Maurberger, född 20 februari 1995, är en italiensk alpin skidåkare som debuterade i världscupen den 26 oktober 2014 i Sölden i Österrike. Maurberger ingick i det italienska lag som vann brons i lagtävlingen vid världsmästerskapen i alpin skidsport 2019.